# Sparring-partner
Sparring-partner est un anglicisme utilisé pour désigner un partenaire d'entraînement dans certains sports, notamment dans le milieu de la boxe, des boxes pieds-poings et du tennis.
Il s’agit d’un partenaire d’un certain niveau destiné à faire de l’opposition à un athlète lors de la préparation d'un match. Son rôle est déterminé par l’entraîneur afin de faciliter le travail de son « élève » notamment en termes de caractéristiques et qualités se rapprochant de celles de l’adversaire à rencontrer. Il est l’élément indispensable des progrès de l’athlète. D’ailleurs un bon sparring-partner, pour un boxeur professionnel en préparation de « gros match », se monnaye avantageusement.
Paolo Conte a composé une chanson sur ce thème intitulée Sparring Partner.